# Remiencourt
Remiencourt é uma comuna francesa na região administrativa de Altos da França, no departamento de Somme. Estende-se por uma área de 4,82 km². Em 2010 a comuna tinha 174 habitantes (densidade: 36,1 hab./km²).